# Долина Індіанців
21°50′29″ пн. ш. 79°51′59″ зх. д. / 21.84139° пн. ш. 79.86639° зх. д.
Долина Індіанців (ісп. Valley de los Ingenios) — група з трьох зв'язаних долин довжиною близько 12 км і загальною площею близько 270 км² біля міста Тринідад, Куба. Ці три долини, Сан-Луїс, Санта-Роса і Меєр, протягом довгого часу з 18 по кінець 19 століття були центром цукрової промисловості. В період розквіту тут діяли понад 70 цукрових заводів, на яких та на плантаціях цукрової тростини навколо працювали близько 30 тис. рабів.